# Freie-Partie-Weltmeisterschaft 1953

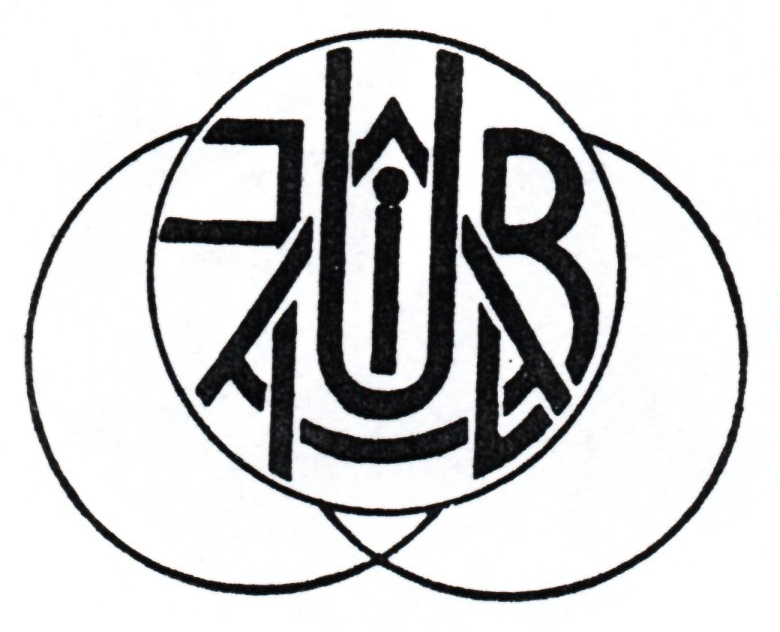
Logo UIFAB (ausrichtender Verband)

Veranstaltungsort: Vigo

Die Freie-Partie-Weltmeisterschaft 1953 war die 15. UIFAB-Weltmeisterschaft in der Freien Partie. Das Turnier fand vom 28. Juli bis zum 1. August in Vigo in Spanien statt. Es war die vierte Freie-Partie-Weltmeisterschaft in Spanien.

## Geschichte
Der Argentinier Pedro Leopoldo Carrera gewann innerhalb von zwei Jahren seinen insgesamt vierten Weltmeistertitel in verschiedenen Disziplinen in Folge. In Vigo blieb er weiter in der Freien Partie ungeschlagen und wurde wieder verdienter Weltmeister. Nicht nur wegen seiner guten Beziehungen zu Argentinien, sondern auch zu Ehren von Carrera richtete Vigo diese Weltmeisterschaft aus. Carreras Geburtsstadt ist Vigo. Zum fünften Mal belegte Joaquin Domingo Platz zwei in der Freien Partie. Hinter dem Drittplatzierten Clément van Hassel belegte der Düsseldorfer Siegfried Spielmann bei seiner ersten Weltmeisterschaft einen sehr guten vierten Platz.

## Turniermodus
Es wurde mit neun Teilnehmern Round Robin Modus gespielt. Bei Punktegleichstand wird in folgender Reihenfolge gewertet:
1. MP = Matchpunkte
2. GD = Generaldurchschnitt
3. HS = Höchstserie

## Abschlusstabelle
| MP    | Match Points (Sieger = 2; Unentschieden = 1; Verlierer = 0) |
| Pkte. | Erzielte Karambolagen                                       |
| Aufn. | Benötigte Versuche                                          |
| GD    | Generaldurchschnitt                                         |
| BED   | Bester Einzeldurchschnitt eines Spielers                    |
| HS    | Höchstserie                                                 |
|       | Bester GD des Turniers                                      |
|       | Bester ED des Turniers                                      |
|       | Beste HS des Turniers                                       |
|       | 1. Platz (Gold)                                             |
|       | 2. Platz (Silber)                                           |
|       | 3. Platz (Bronze)                                           |

| Platz                      | Name                   | MP   | Pkte. | Aufn. | GD    | BED    | HS  |
| -------------------------- | ---------------------- | ---- | ----- | ----- | ----- | ------ | --- |
| 1                          | Pedro Leopoldo Carrera | 16:0 | 4000  | 55    | 72,72 | 166,66 | 426 |
| 2                          | Joaquin Domingo        | 13:3 | 3863  | 50    | 77,26 | 250,00 | 484 |
| 3                          | Clément van Hassel     | 13:3 | 3586  | 70    | 51,22 | 125,00 | 488 |
| 4                          | Siegfried Spielmann    | 8:8  | 3439  | 109   | 31,55 | 250,00 | 469 |
| 5                          | Juan Butrón            | 6:10 | 2275  | 104   | 21,87 | 71,42  | 421 |
| 6                          | Klaus Nussberger       | 6:10 | 2549  | 145   | 17,57 | 29,41  | 200 |
| 7                          | Jorge Pinto            | 4:12 | 1832  | 84    | 21,80 | 55,55  | 297 |
| 8                          | Jacques Grivaud        | 4:12 | 1887  | 104   | 18,14 | 55,55  | 269 |
| 9                          | José Iglesias Diaz     | 2:14 | 1800  | 117   | 15,38 | 11,62  | 162 |
| Turnierdurchschnitt: 30,10 |                        |      |       |       |       |        |     |